# هاري إف. أولسون
هاري إف. أولسون (بالإنجليزية: Harry F. Olson)‏ هو مهندس ومخترع أمريكي، ولد في 28 ديسمبر 1901 في ماونت بليسانت في الولايات المتحدة، وتوفي في 1 أبريل 1982.